# Léon Pellé
Pour les articles homonymes, voir Pellé.
Léon Pellé est un agriculteur et un politicien français, né le 20 février 1881 à Chaingy (Loiret) et mort le 16 janvier 1963 à Huisseau-sur-Mauves (Loiret).

## Biographie
Léon Pellé est maire de Huisseau-sur-Mauves et conseiller d'arrondissement quand, en 1932, il se présente aux élections législatives sous les couleurs de l'Alliance démocratique. Élu, il rejoint le groupe parlementaire des proches d'André Tardieu, le Centre républicain, puis, après sa réélection aux élections législatives de 1936, le groupe des Indépendants républicains, plus conservateur.
Homme de droite, il combat la « paperasserie » et le Front populaire. Au début de la Seconde Guerre mondiale, le 10 juillet 1940, il approuve la remise des pleins pouvoirs au Maréchal Pétain. Il ne retrouve pas de mandat parlementaire après le conflit mondial.

## Sources
- « Léon Pellé », dans le Dictionnaire des parlementaires français (1889-1940), sous la direction de Jean Jolly, PUF, 1960 [détail de l’édition]